# Claife Tarns and Mires Site of Special Scientific Interest

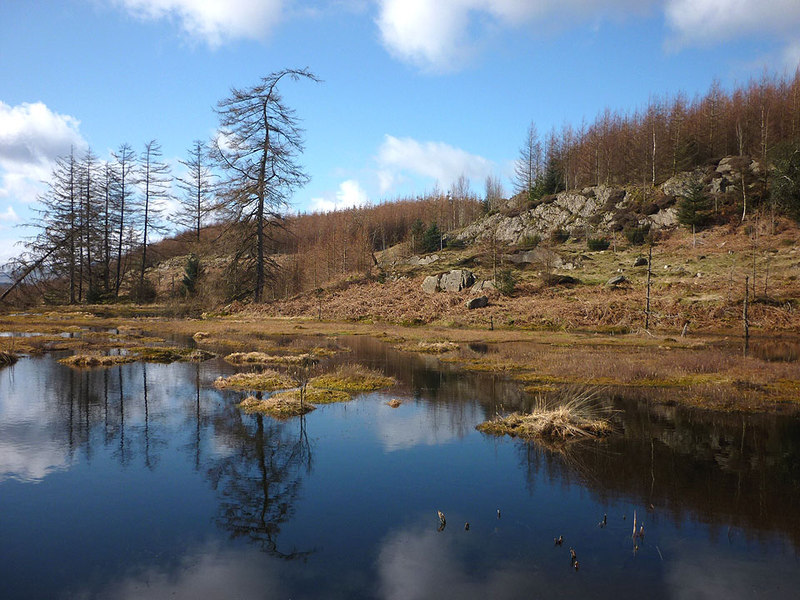
Sumpfige Niederung am Brown Stone Moss auf den Claife Heights

Der Claife Tarns and Mires Site of Special Scientific Interest ist als Site of Special Scientific Interest besonders geschütztes Naturschutzgebiet auf dem Bergrücken der Claife Heights zwischen dem Esthwaite Water im Westen und dem Windermere im Osten im Lake District, Cumbria, England.
Das Schutzgebiet besteht seit 1985 und ist 145 Hektar groß. Das Gebiet schützt eine Reihe von sumpfigen Niederungen, aber auch drei künstlich angelegte Gewässer („Mire“), das Nor Moss, High Moss und Ustick Moss sowie die natürlichen Bergseen („Tarn“) Hodson’s Tarn, Three Dubs Tarn und Moss Eccles Tarn.
Die kleineren Gewässer der Mire haben eine reiche Vegetation, die typisch für Moorgebiete ist. Besonders bemerkenswert ist, dass sich an allen drei Stellen die drei Arten von Sonnentau nämlich Rundblättriger Sonnentau (Drosera rotundifolia), Mittlerer Sonnentau (Drosera intermedia) und Langblättriger Sonnentau (Drosera anglica) finden.
Die drei Tarns weisen eine reichhaltige Artenvielfalt an Wasserpflanzen auf und bieten im Verbund mit den anderen Gewässern den Lebensraum für bis zu zwölf Arten von Libellen.